# Наукальпан
Наукальпан-де-Хуарес (исп. Naucalpan de Juárez)  —   город и муниципалитет в Мексике, входит в штат Мехико. Де-факто является пригородом города Мехико. Население — 916 437 человек.